# Курия (Древний Рим)
Ку́рия (лат. cūria, от co — «вместе» и vir — «муж», «взрослый мужчина») — подразделение населения (древне-латинских общин) Древнего Рима, совокупность нескольких родов (gentes), где было 30 патрицианских курий, каждая в 10 родов.
Во главе курии стоял курион, которого избирали сами куриалы. 30 курионов составляли коллегию, председателем которой в царский период, по всей вероятности, был римский царь, а в республиканское время — так называемый великий курион (curio maximus), избиравшийся из среды самих курионов. Покровительницей всех курий в совокупности являлась Юнона (Juno Curitis или Quiritis), и кроме этого каждая курия имела своих специальных богов (по одному на курию). Также, каждая курия имела свое особое помещение, которое тоже называлось «курией».

## История
Согласно традиционным представлениям, Сервий Туллий разделил древних римлян на три трибы: Тиции, Рамны и Луцеры (из последней происходил 3-й царь Древнего Рима), а каждую из триб — на 10 курий, которые были, в свою очередь, образованы группами семей, или родами (лат. gentes). 
Таким образом, деление основывалось на родстве, и господствовали при таком устройстве патрицианские роды. Тем не менее, не опровергнуто предположение, что каждая курия была связана с определенной местностью, поскольку названия некоторых из них, например, Велийская или Форийская, явно на это указывают. Каждая из 30 курий имела по одному голосу в архаической форме народного собрания, куриатных комициях, и, вероятно, в качестве единиц, подчиненных трибам, курии были основой первоначальной организации войска.
Как политические и военные подразделения, курии были вытеснены позднейшей организацией римских граждан по окружным трибам, так что высшим законодательным органом в Риме сделались центуриатные и трибутные комиции.